# Neoegipcio

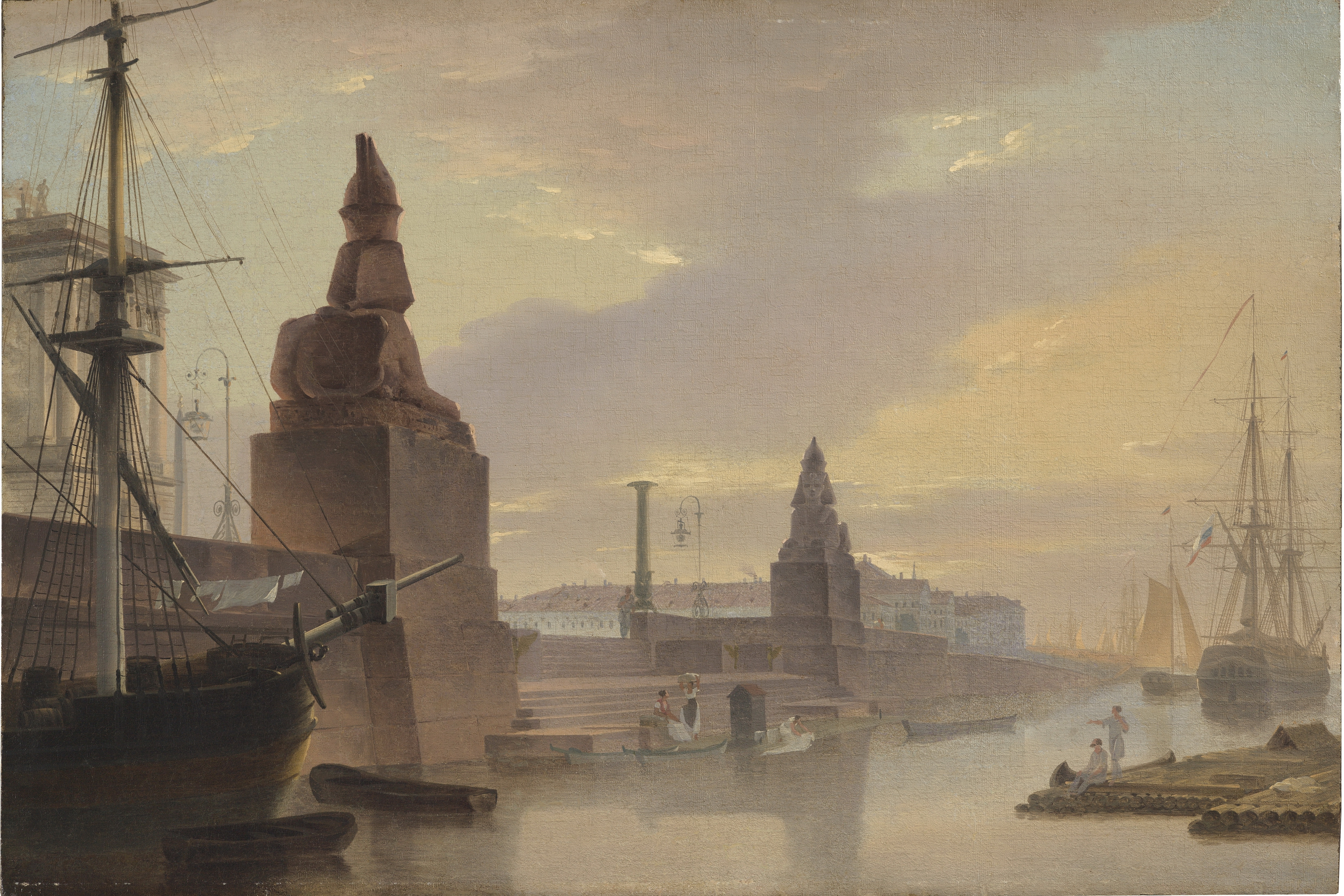
Muelles de San Petersburgo, con dos esfinges de Amenhotep III traídas de Egipto en 1832.

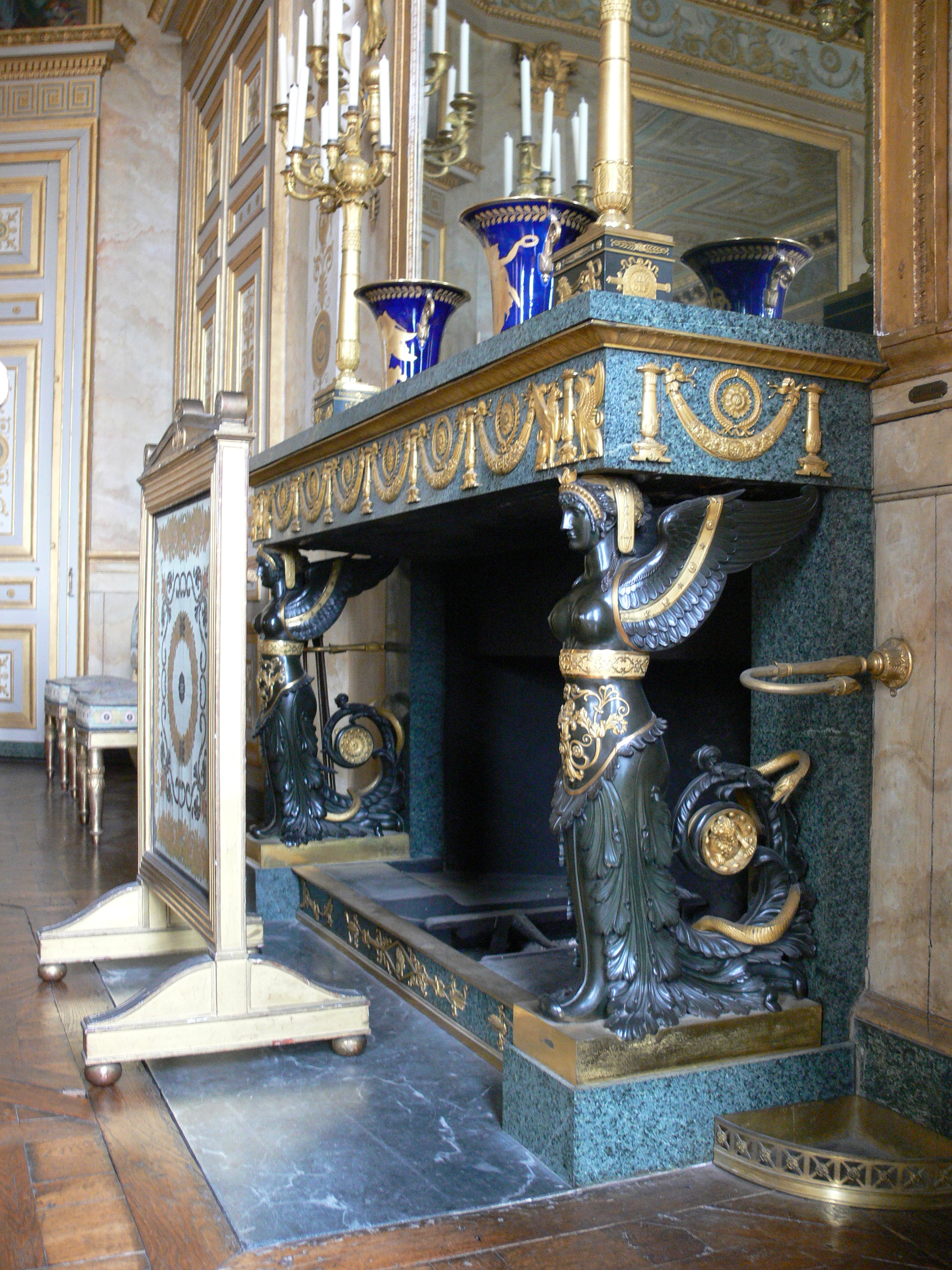
Château de Compiègne, Grand salon de reception de l'imperatrice.

Neoegipcio es un estilo artístico historicista, especialmente arquitectónico, que utiliza los elementos, motivos e imaginería del arte egipcio antiguo, habitualmente de forma desvirtuada y mezclada con otros (eclecticismo). Aunque se habían realizado algunas referencias aisladas a los monumentos egipcios desde el Renacimiento, el neoegipcio no comenzó a desarrollarse con criterios similares al neoclasicismo greco-romano, el neogótico u otros revivals hasta la campaña napoleónica de Egipto (1798–1801) y la publicación de sus resultados científicos Description de l'Égypte (1809-1826). De gran impacto fue la ambientación egipcia de la ópera Aida de Verdi (1871); aunque desde el XVIII se venía recurriendo a localizaciones en el Antiguo Egipto, con o sin referencias bíblicas (Las fiestas de Himeneo y el Amor, de Rameau, Thamos y La flauta mágica, ambas de Mozart, Mosè in Egitto, de Rossini). El descubrimiento por Howard Carter de la tumba de Tutankamón en 1922 supuso una revitalización del neoegipcio que casó muy bien con las características del estilo art déco y se extendió por todo el siglo XX, especialmente en artes decorativas (artes decorativas neoegipcias). En el ámbito de la cultura popular se ha producido una verdadera "egiptomanía", con múltiples facetas. El movimiento de construcción de salas de espectáculos en estilo neoegipcio (Egyptian Theatre) se limitó fundamentalmente a Estados Unidos.

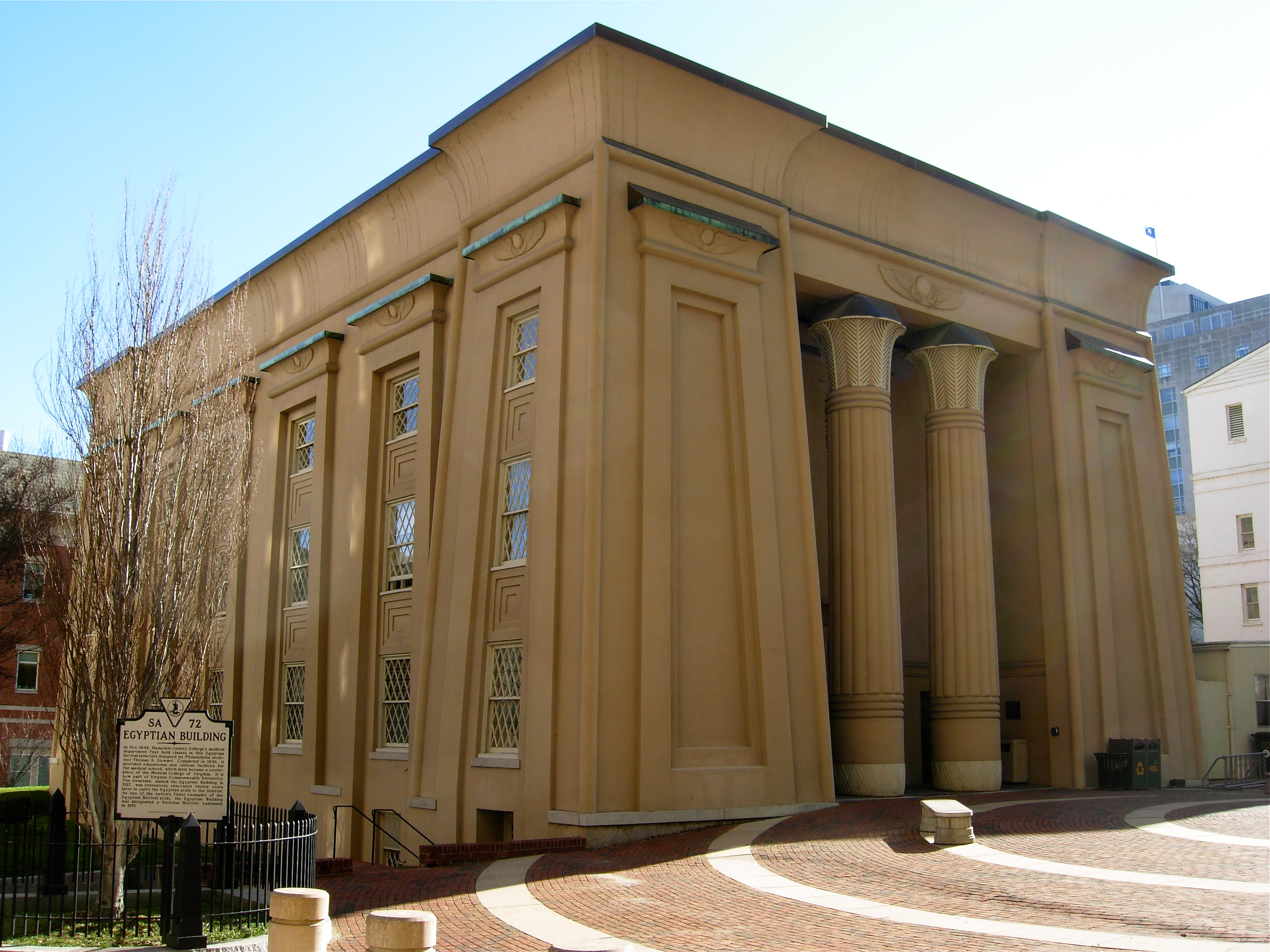
Egyptian Building del Medical College de Virginia (1845), Richmond
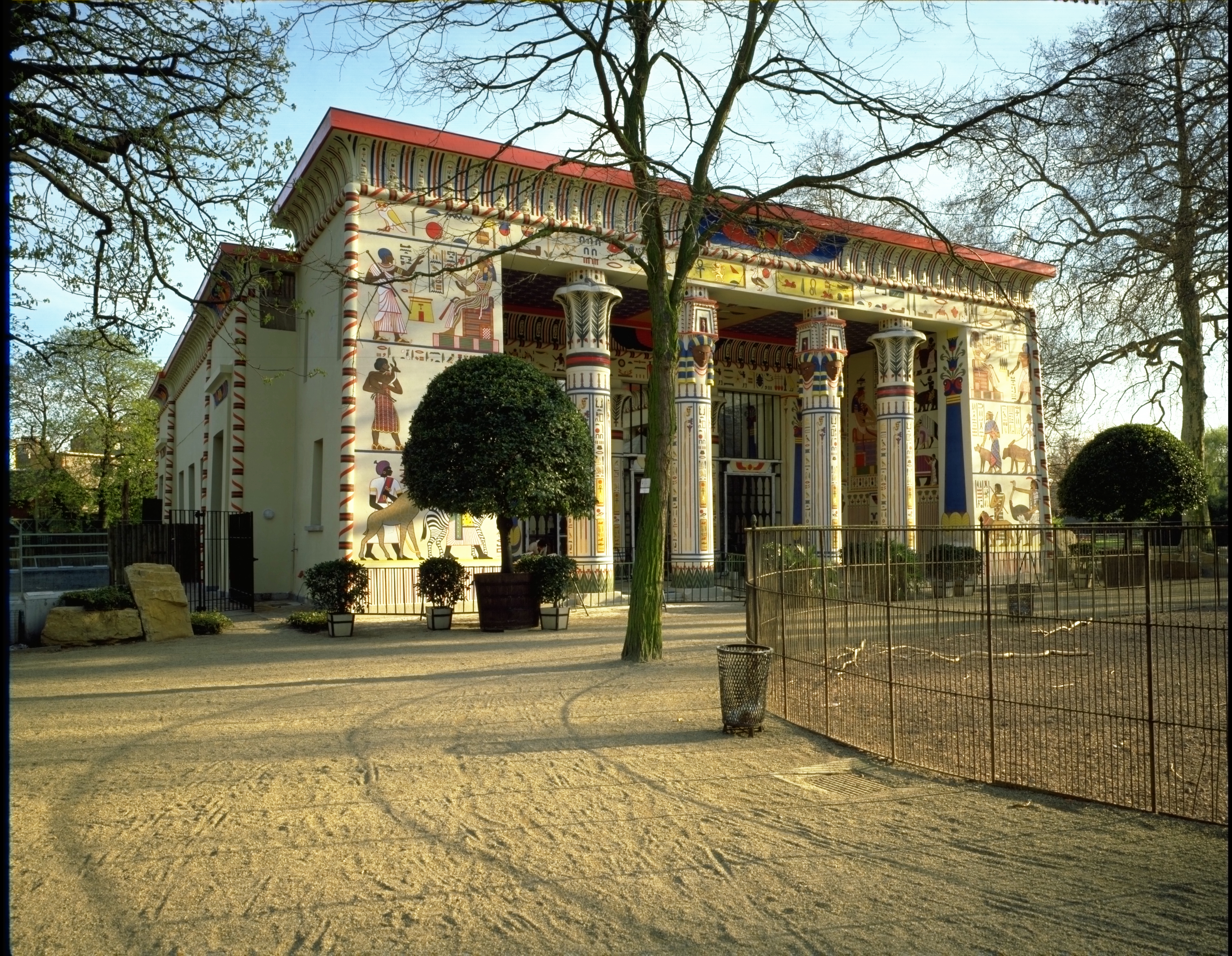
Templo egipcio (1856) en el Zoológico de Amberes
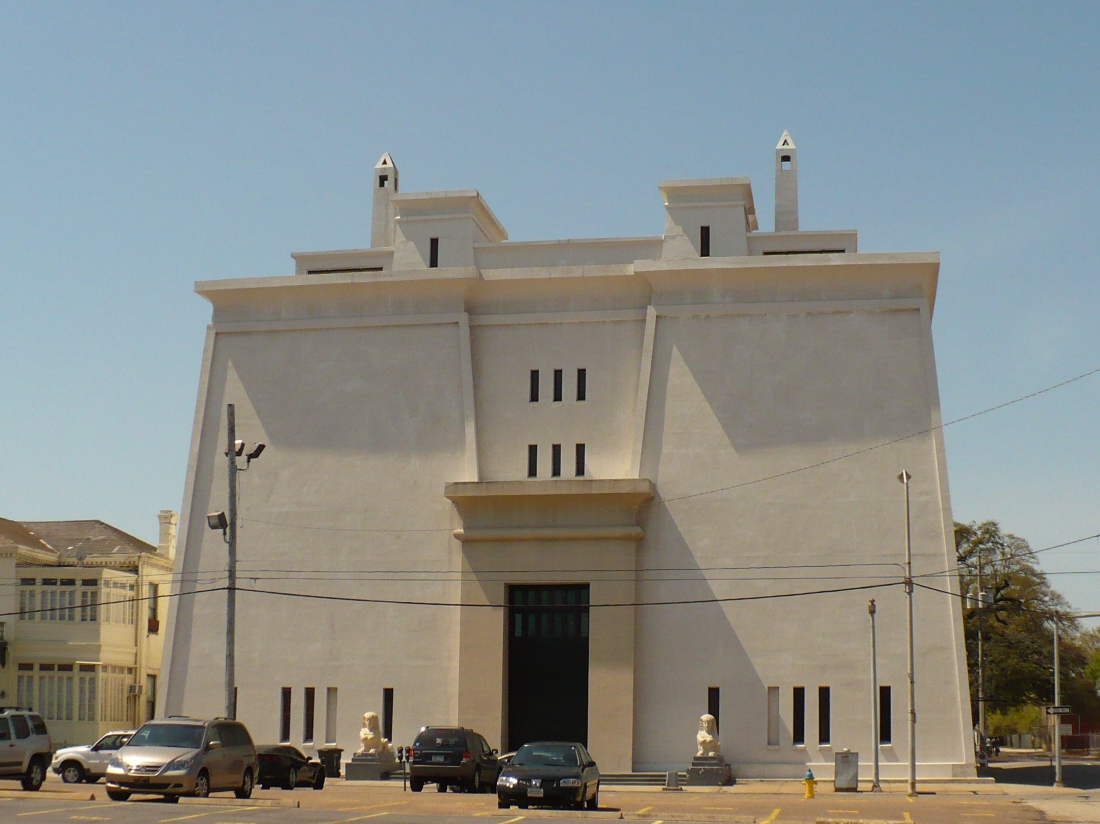
Scottish Rite Temple (1921) en Mobile
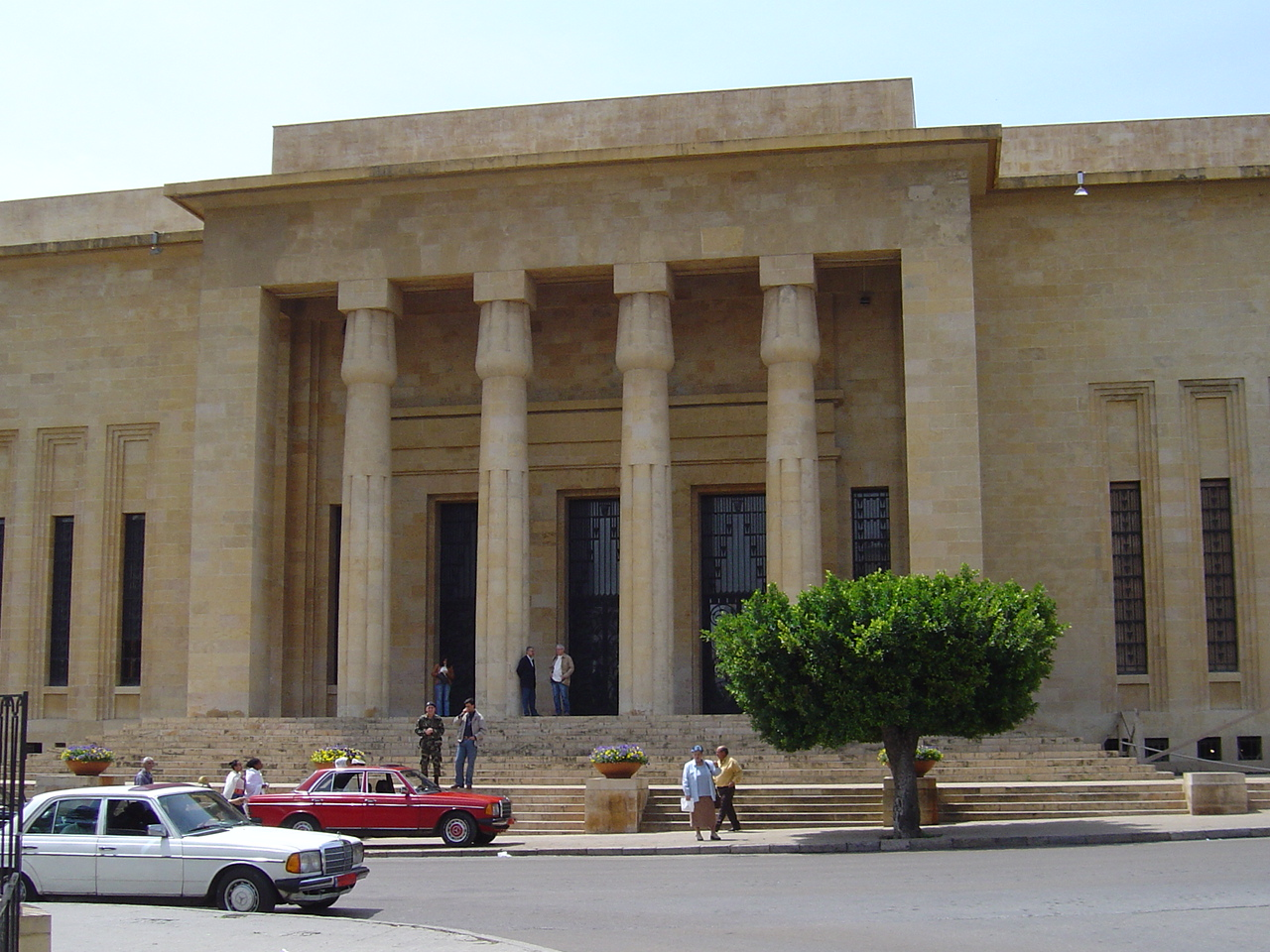
Museo Nacional de Beirut (1937-1942)
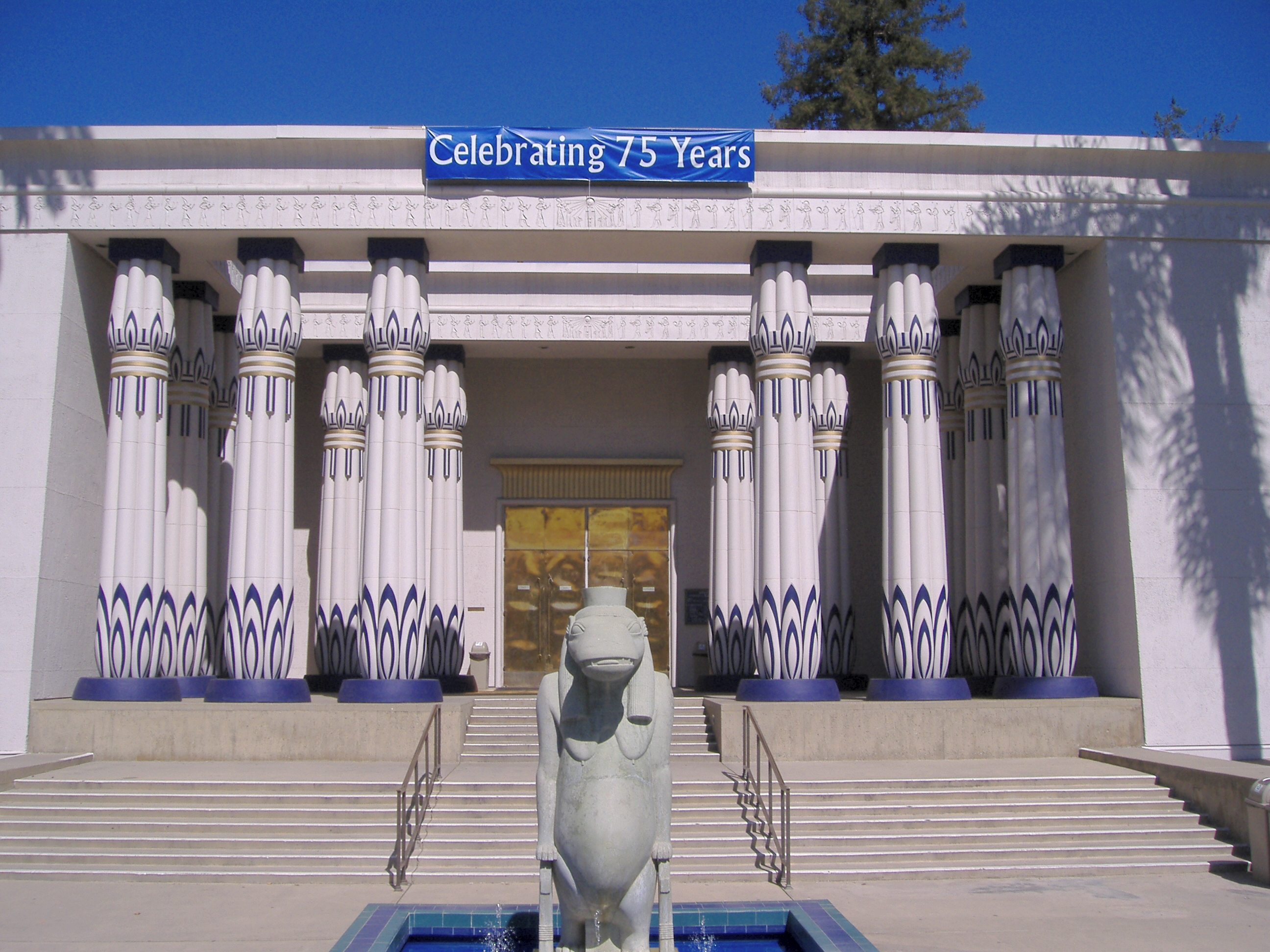
Museo Egipcio Rosacruz (1966), en San Jose (California)

## Neoegipcio anterior a la época napoleónica

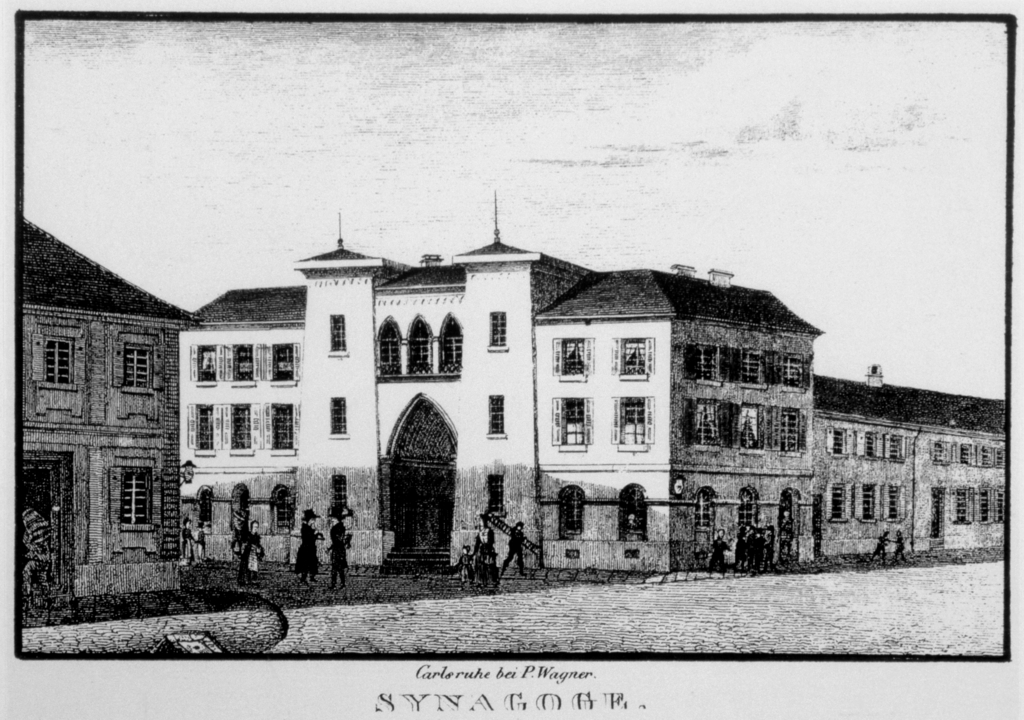
La Sinagoga de Karlsruhe en Baden, con sus pilonos de estilo egipcio.

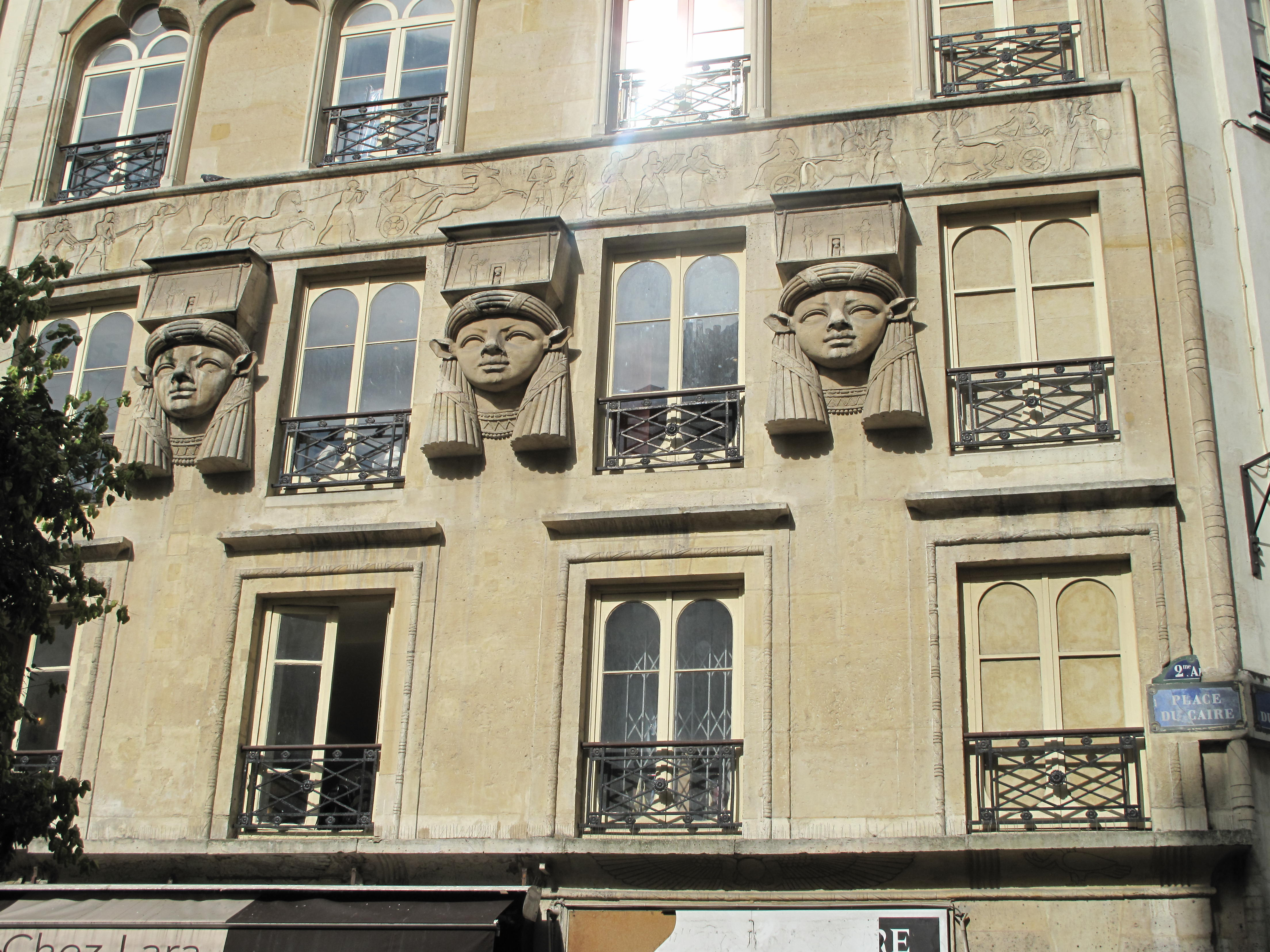
Edificio Foire du Caire en París (1798).

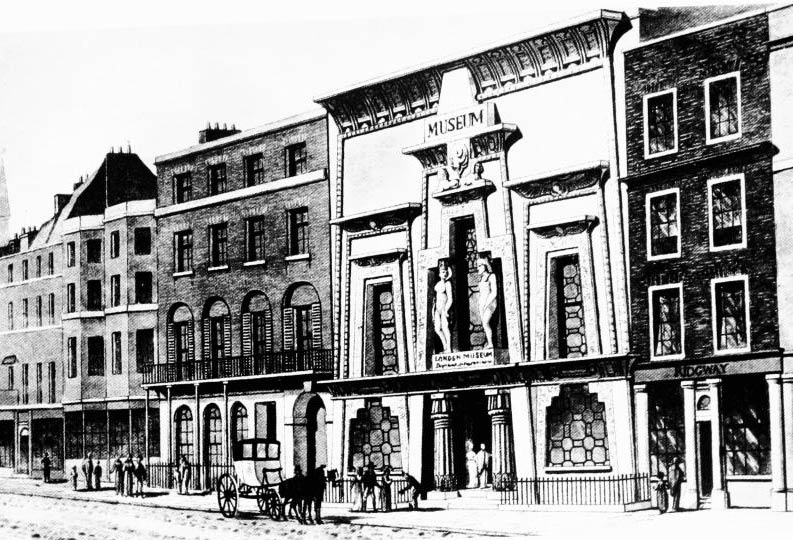
Egyptian Hall en Londres (1812), con el aspecto que tenía en 1815.

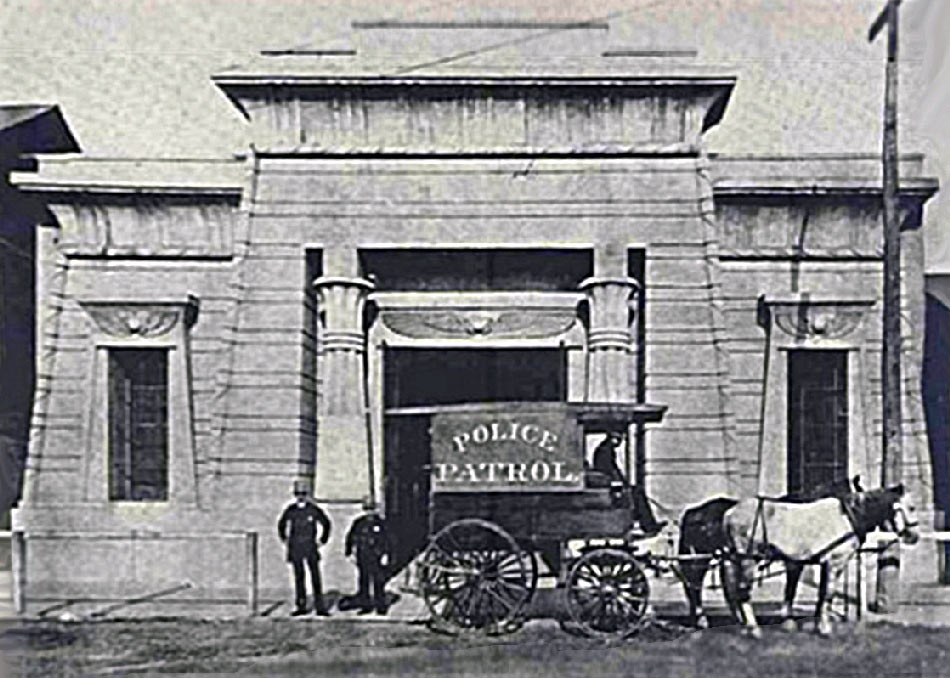
4th Precinct Police Station (1836) en Nueva Orleáns.

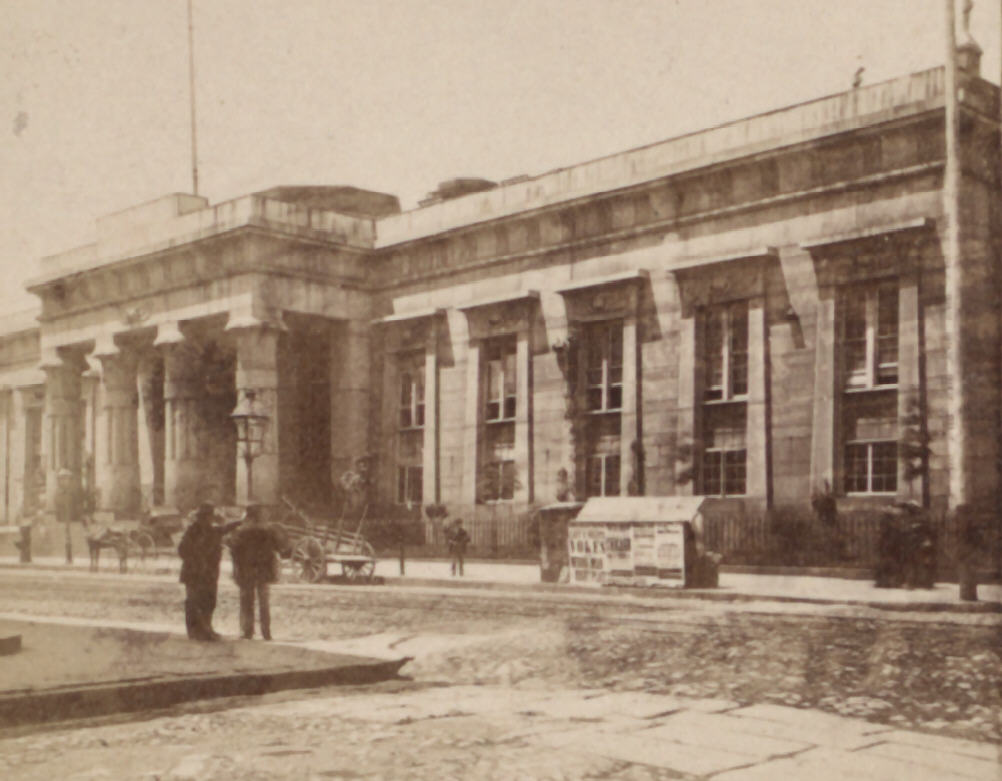
The Tombs (1838) en Nueva York, antes de ser demolido (1902).

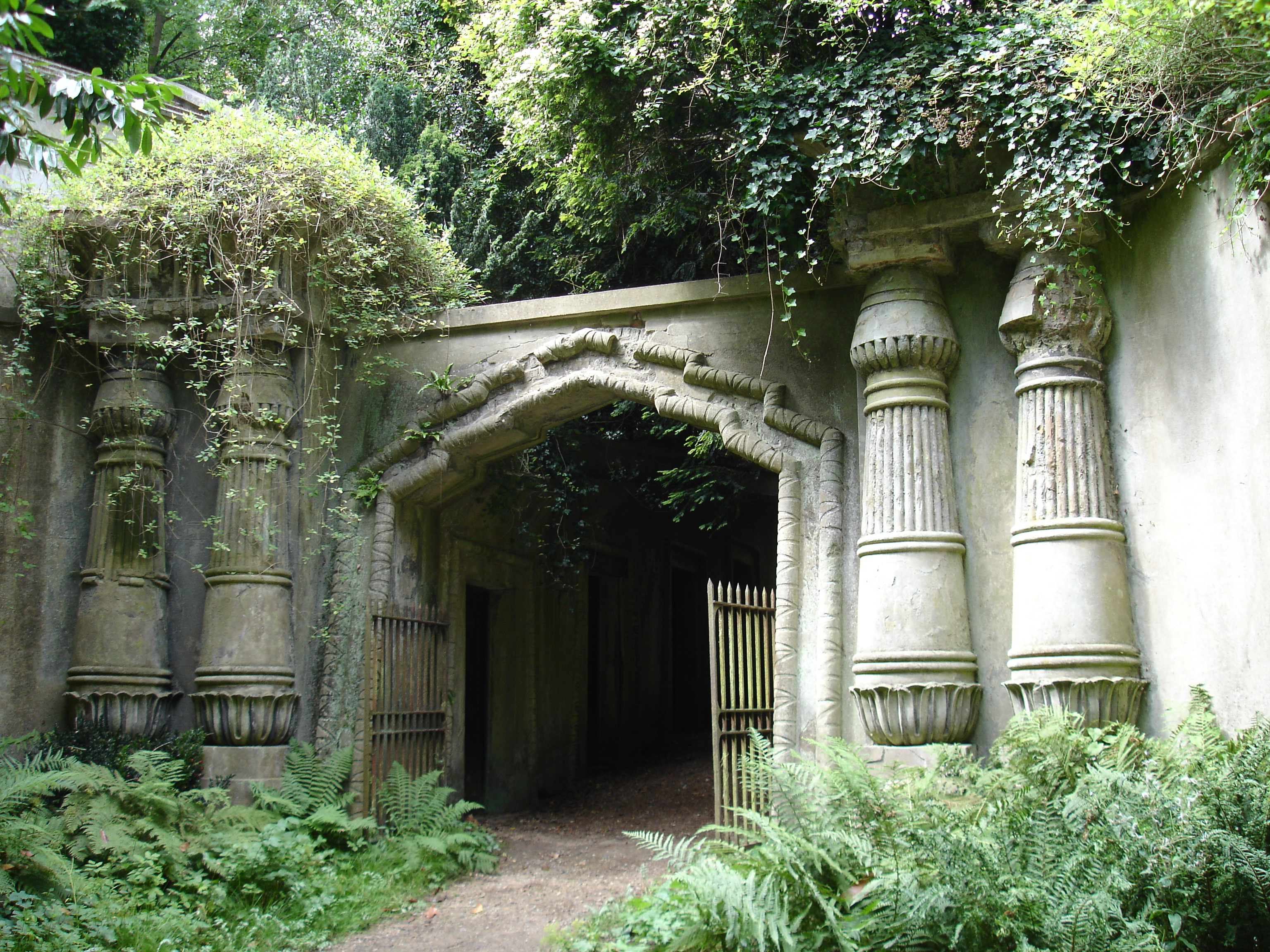
Entrada a la Egyptian Avenue y el Lebanon Circle del Highgate Cemetery (1838-1839) en Londres.

Un notable ejemplo es el obelisco que Gian Lorenzo Bernini incluyó en la fuente de los Cuatro Ríos de la Piazza Navona que, al igual que el de la Plaza de San Pedro, estaban presentes en la ciudad de Roma desde la época imperial y fueron reubicados. Esta reutilización barroca de los obeliscos fue imitada en 1717 por Edward Lovett Pearce en el mausoleo de la familia Allen (Stillorgan), a partir del cual se erigieron varios obeliscos en Irlanda a comienzos del siglo XVIII (Belan -County Kildare-, Dangan -County Meath-, Casteltown Folly -County Kildare-).
También se utilizaron motivos egipcios como decoración grotesca en jardines, como la encargada por Federico I de Wurtemberg a su arquitecto de corte, Jean Baptiste Kleber, para los del Château de Montbéliard, que incluía un puente egipcio que conducía a una isla con un edificio (que alojaba una sala de billar y un bagnio) de elaborados motivos también de inspiración egipcia.
El movimiento estético de los "visionarios" (Piranesi, Ledoux, Boullée) tiene un referente en el arte egipcio.

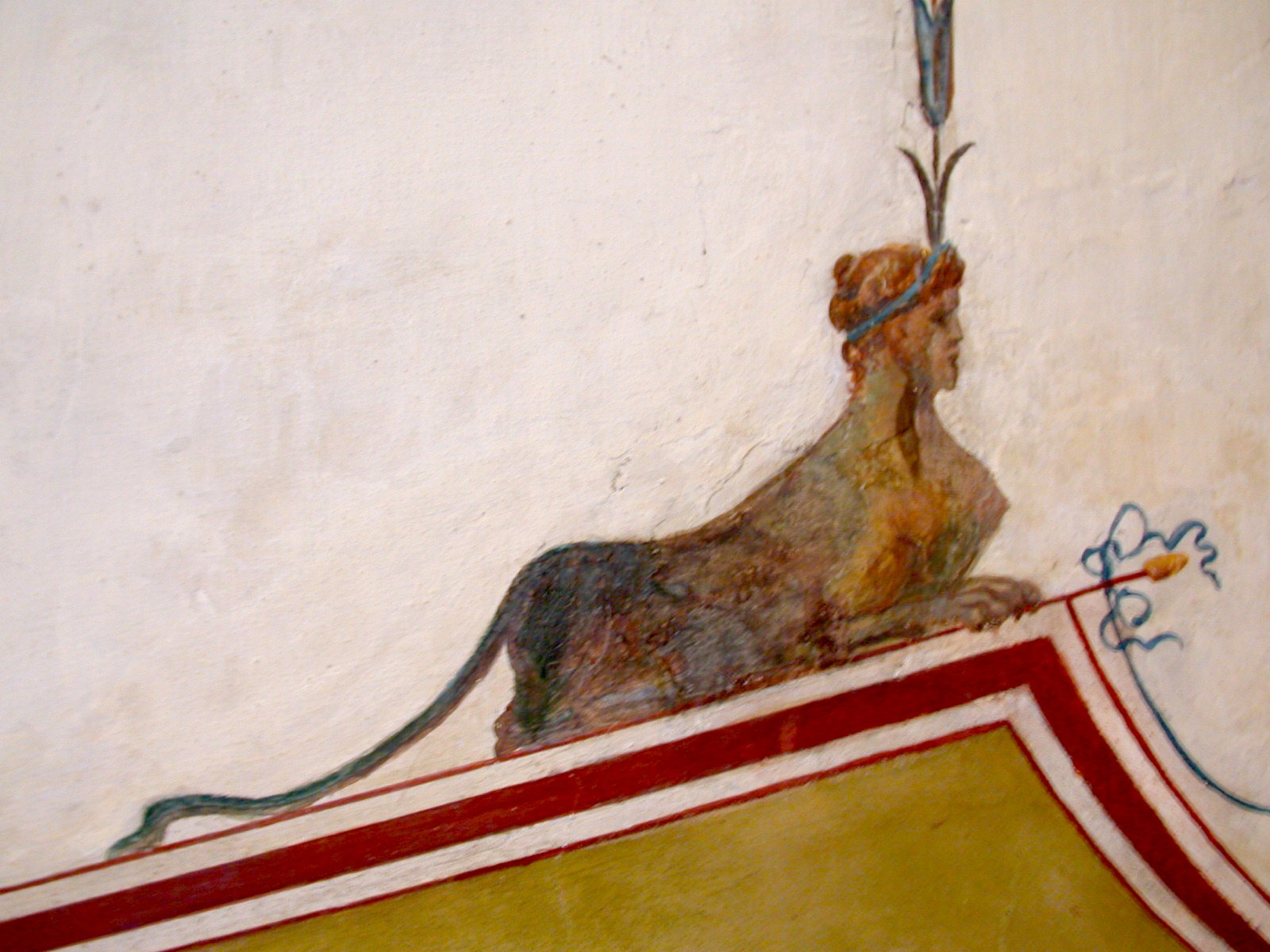
Detalle de un fresco de las estancias de Rafael en el Palacio Apostólico de la Ciudad del Vaticano.
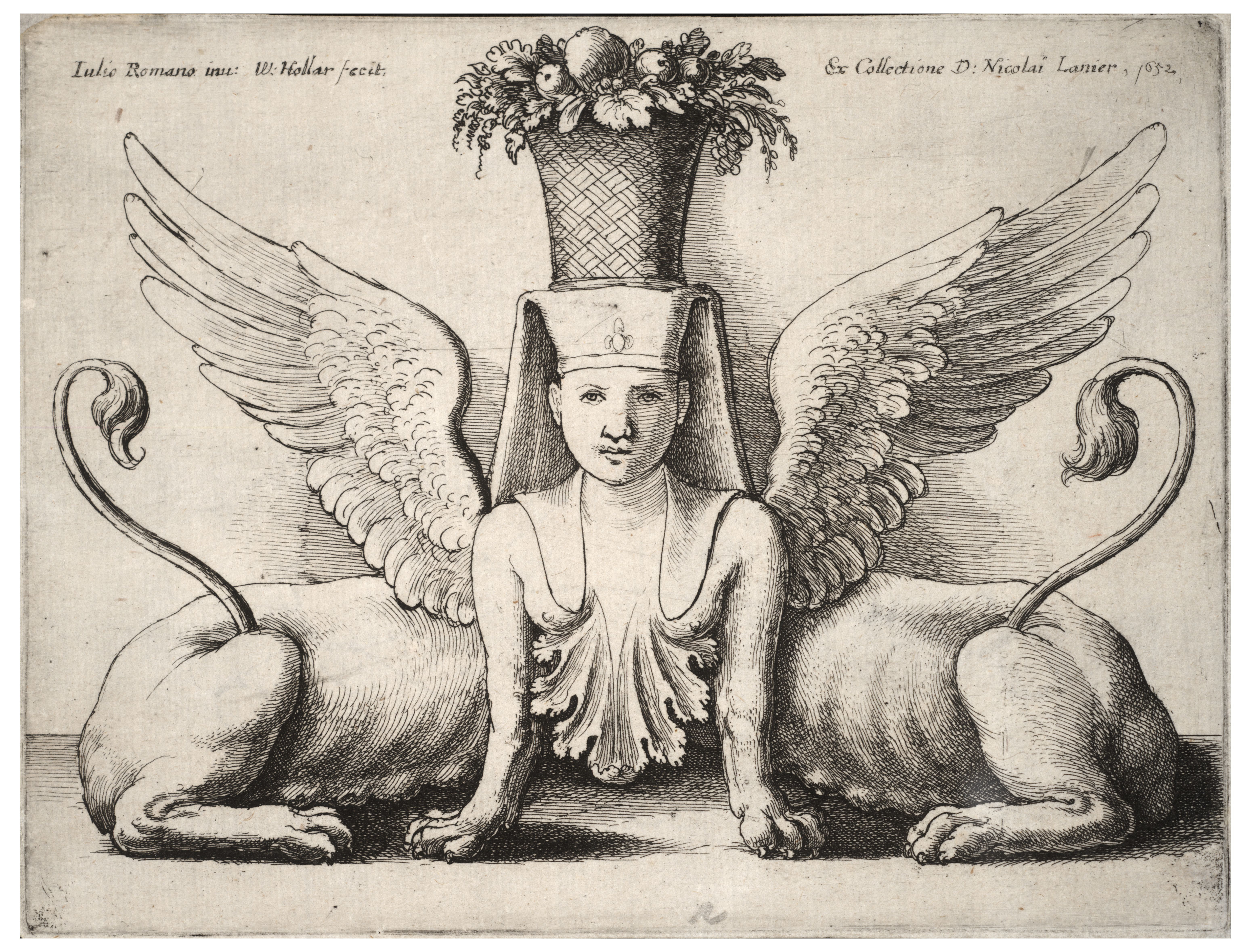
Grabado de Giulio Romano, 1652.
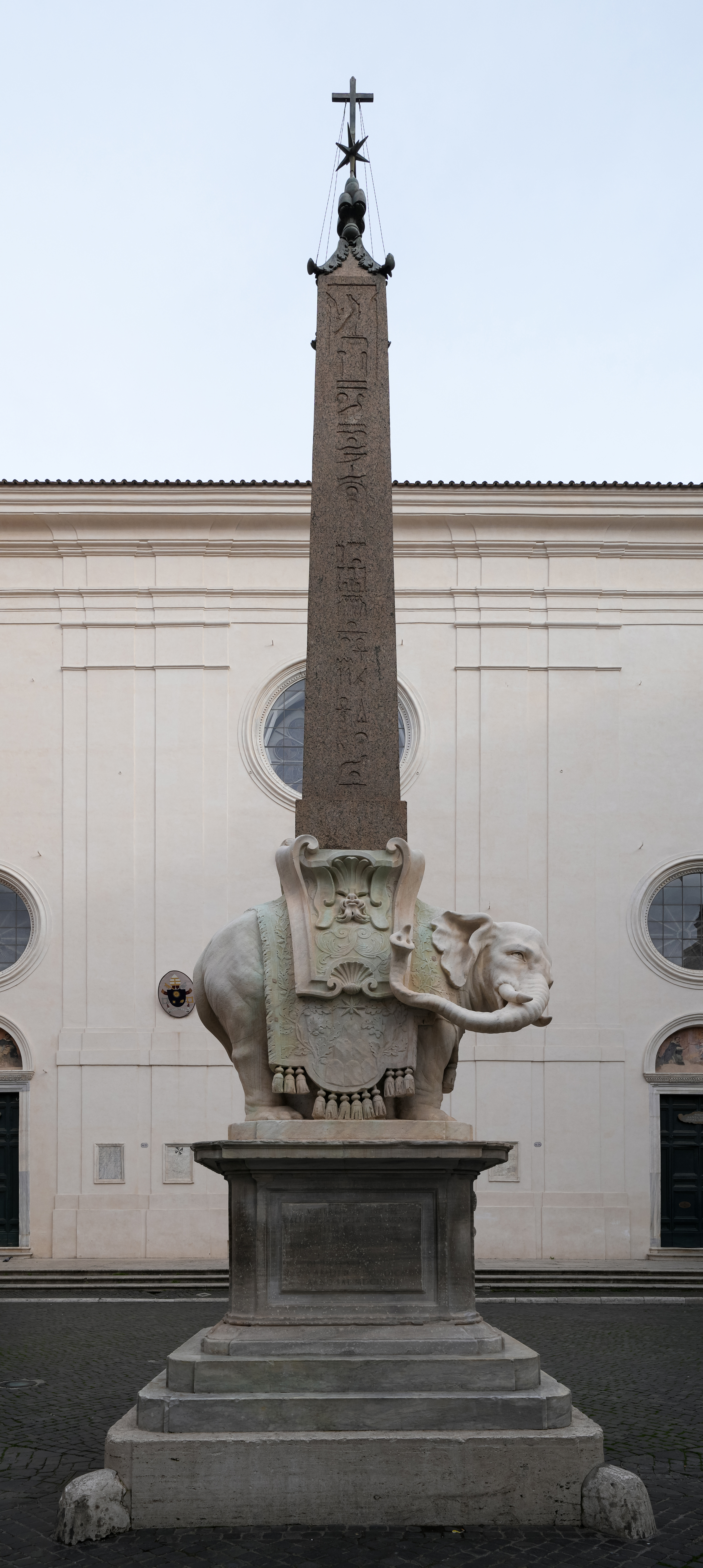
Obelisco de la Piazza della Minerva.
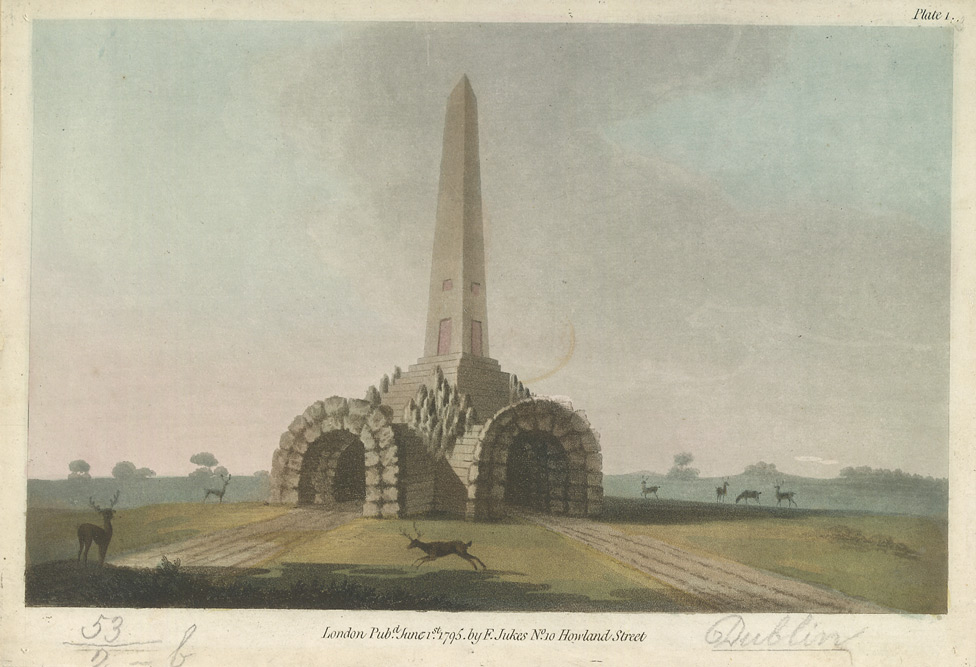
Obelisco de Pearce en Stillorgan.
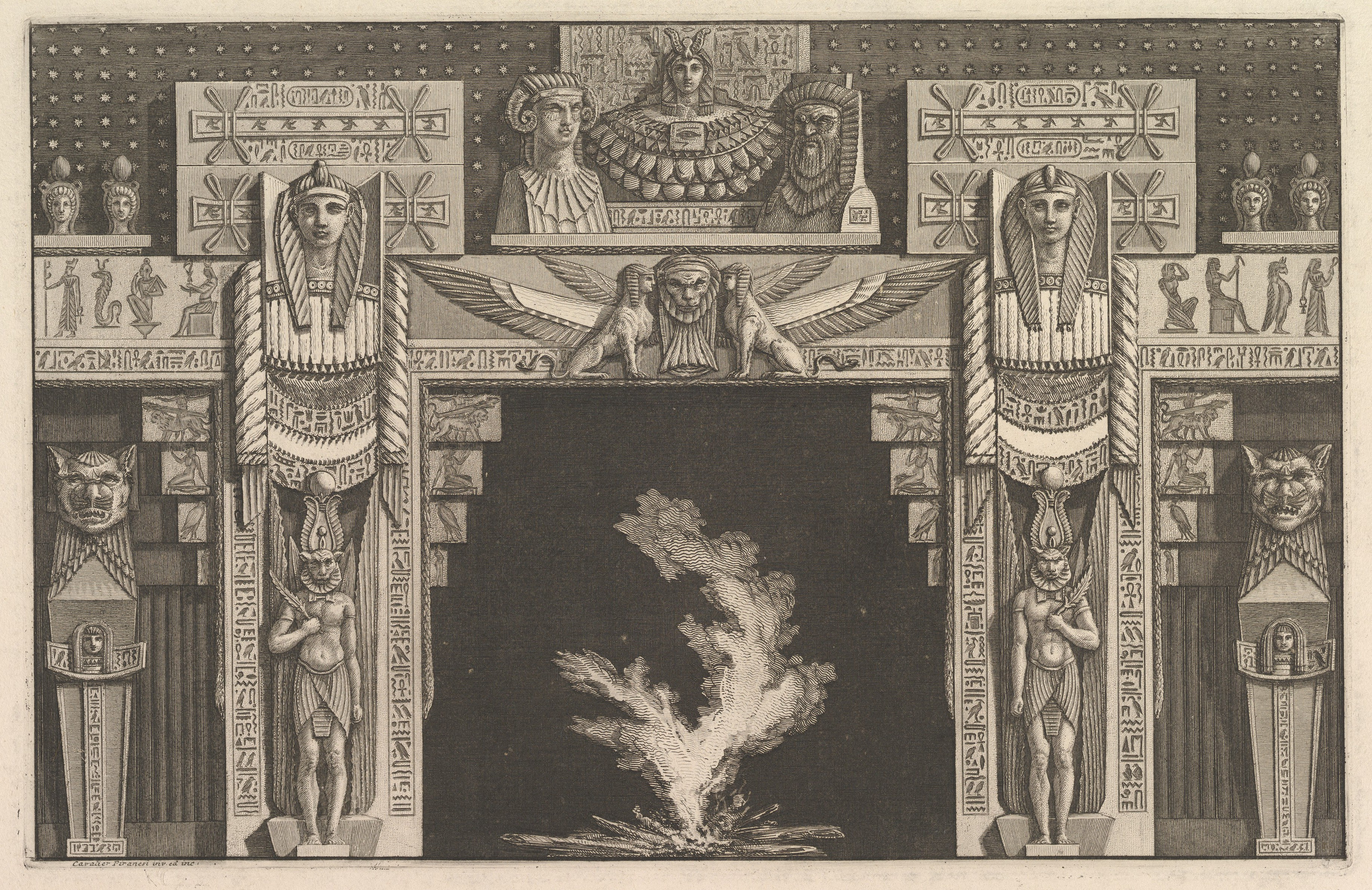
Decoración del Caffee degli Inglesi en la Piazza di Spagna de Roma. Grabado de Piranesi, 1769.
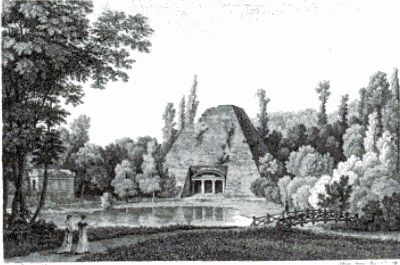
"Pirámide" del Chateau de Maupertuis, ca. 1780.
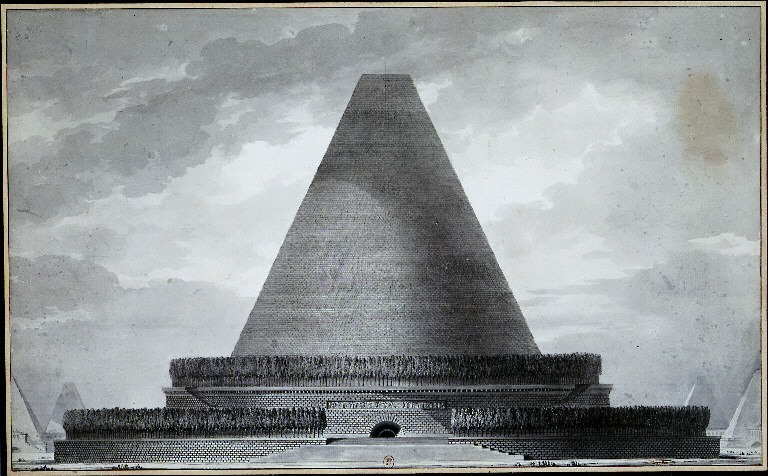
Cénotaphe égyptien. Grabado de Boullée, 1786.

## Neoegipcio post-napoleónico
Tanto en Francia como en el Reino Unido, la campaña de Egipto desató una verdadera fiebre historicista en arquitectura y artes decorativas; pero fue la sinagoga de Karlsruhe (1798), de Friedrich Weinbrenner, el primer gran edificio construido en estilo neoegipcio que tenía un completo carácter público, es decir, que no era un monumento funerario o parte de una decoración.
Entre los primeros ejemplos del estilo en Francia está la Foire du Caire ("feria de El Cairo") de París, también de 1798. En su exterior se muestran grandes cabezas hatóricas, un friso y otros elementos más sutiles de influencia egipcia. Otro de los primeros ejemplos fue la Fontaine du Fellah, también en París (1806), diseñada por François-Jean Bralle. Un ejemplo bien documentado, destruido tras la caída de Napoleón, fue el monumento al general Louis Desaix en la Place des Victoires (1810). Incluía una estatua del general desnudo y un obelisco, con elementos neoegipcios en su base.

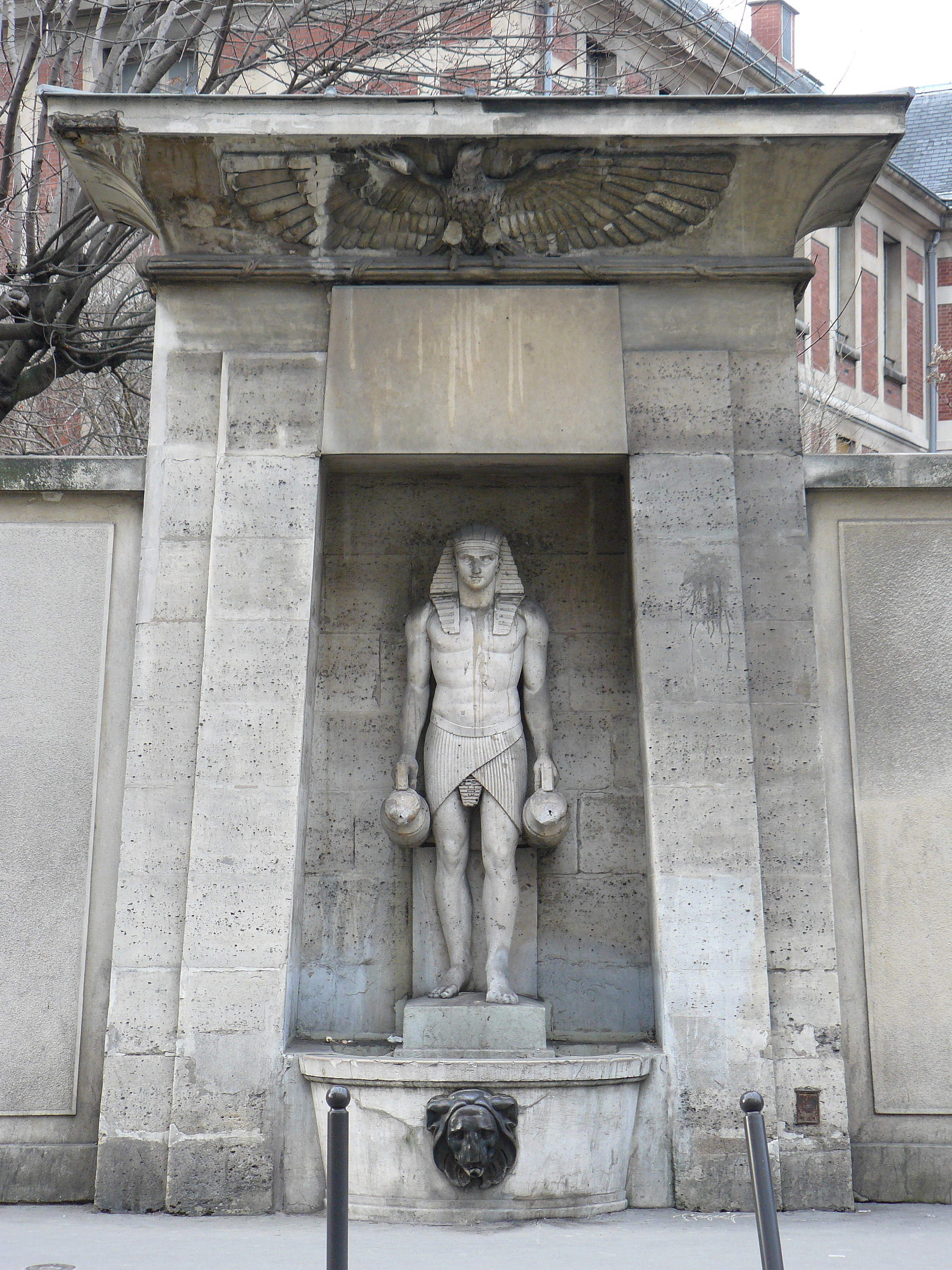
Fontaine du Fellah, en París, del ingeniero François-Jean Bralle y el escultor Pierre-Nicolas Beauvalet, 1806. Está inspirada en una estatua de Antínoo como Osiris descubierta en 1739 en Tívoli.
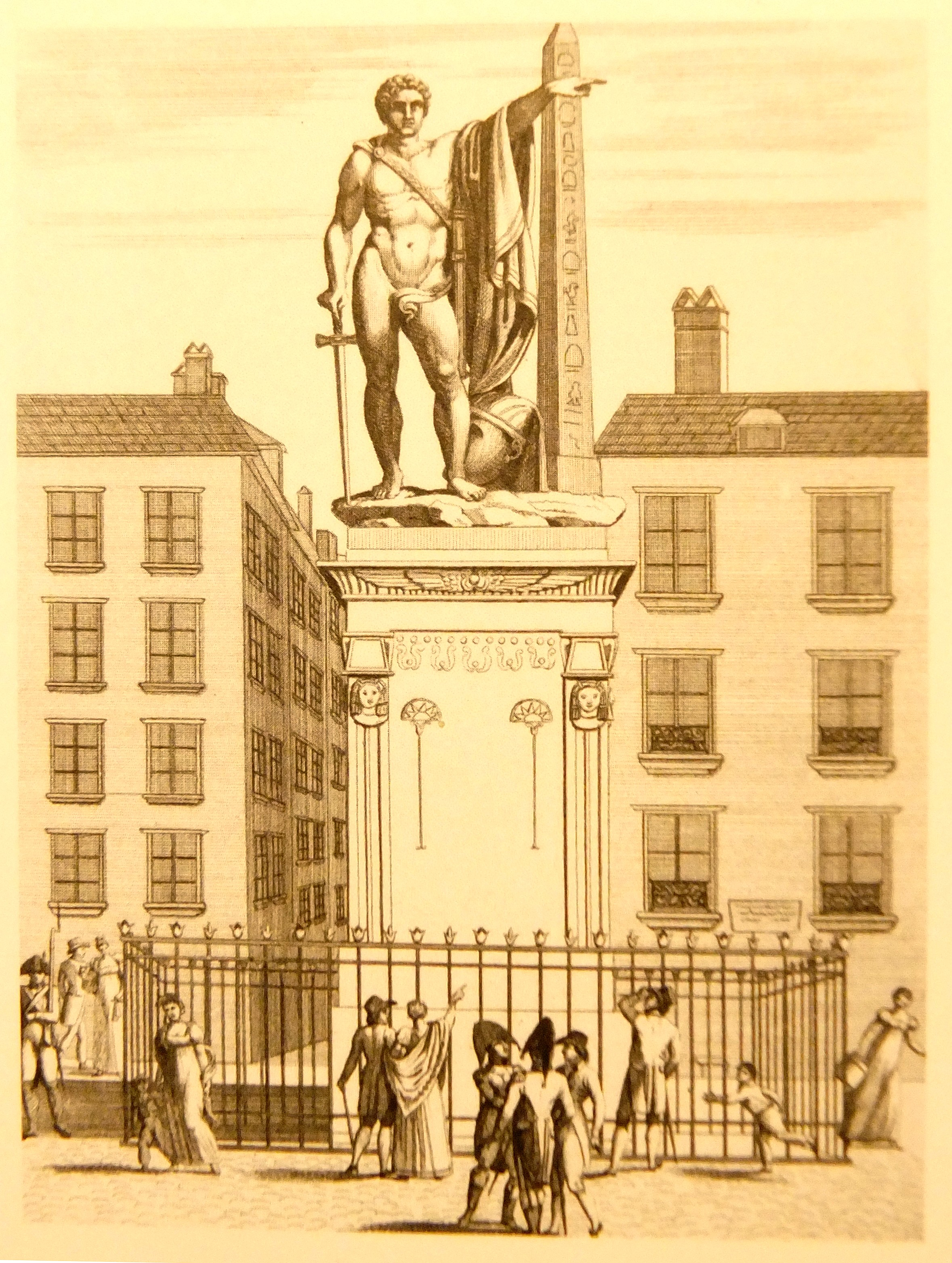
Monumento a Desaix en París.
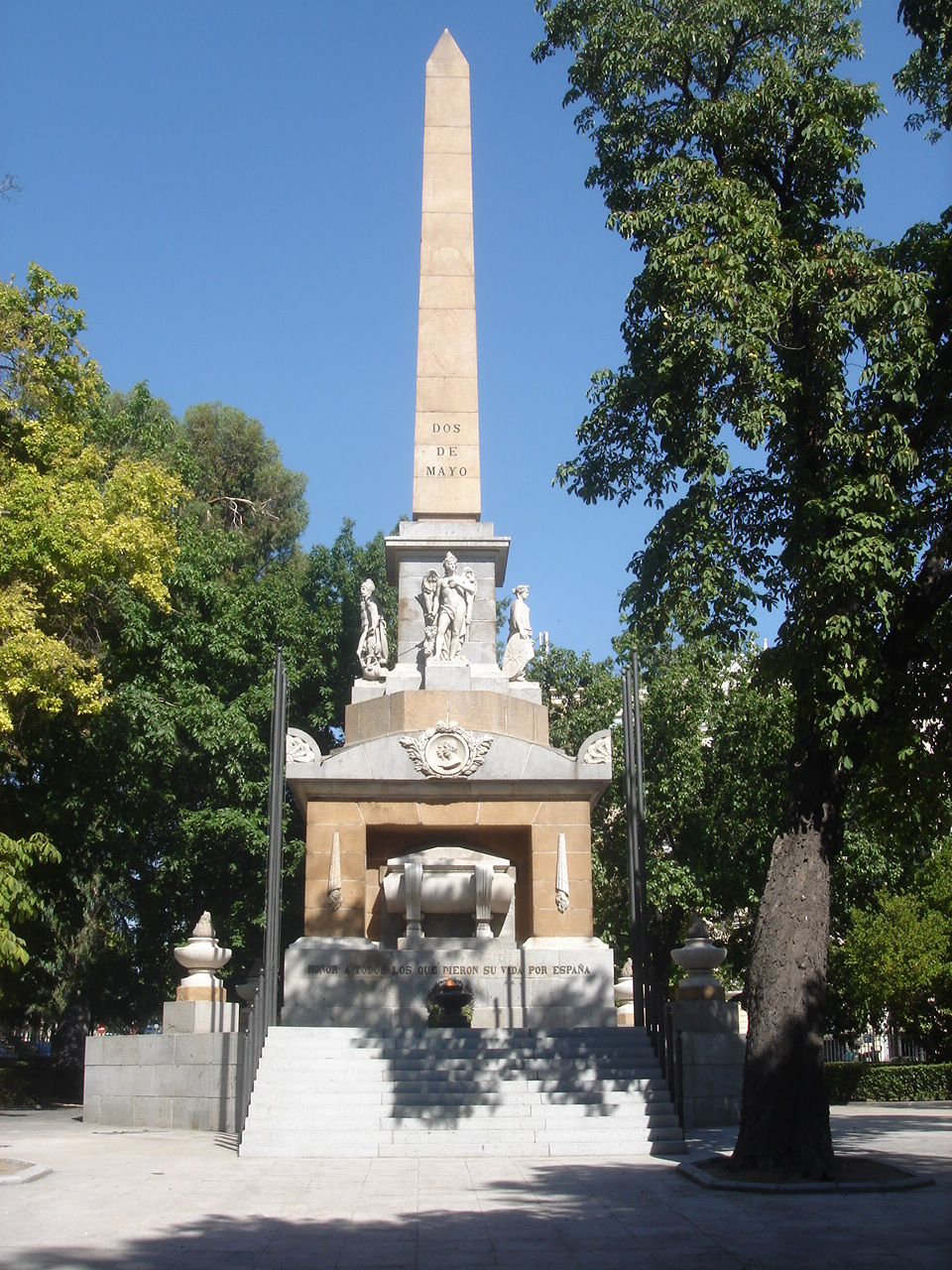
Obelisco de Madrid.
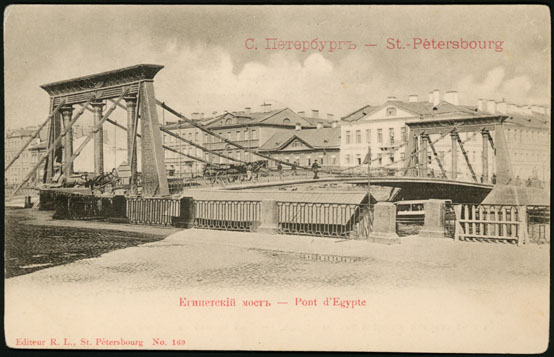
Puente egipcio en San Petersburgo, antes de su derrumbe.
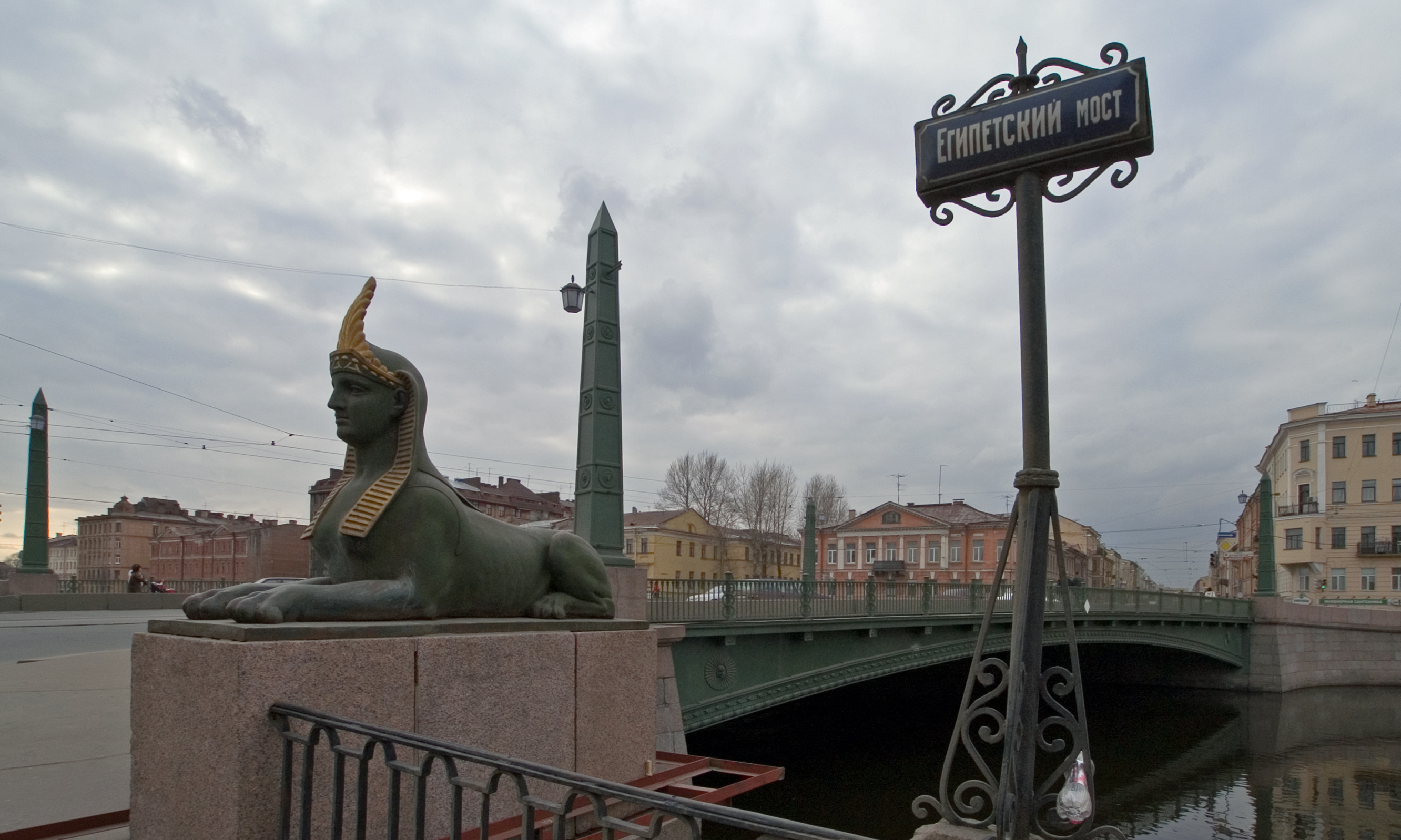
Puente actual, con los elementos reutilizados.
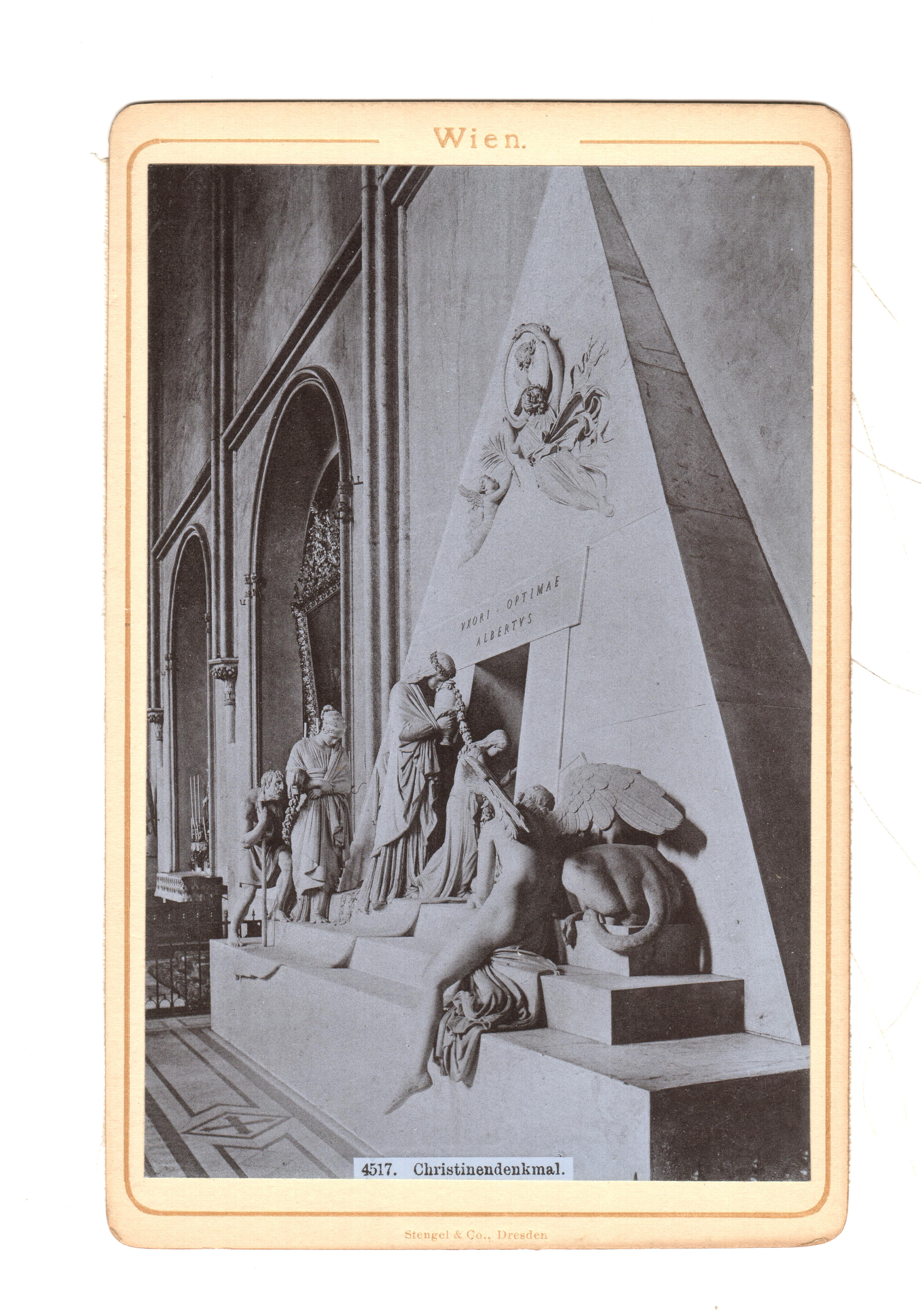
Monumento fúnebre de María Cristina de Austria, de Canova, 1798.
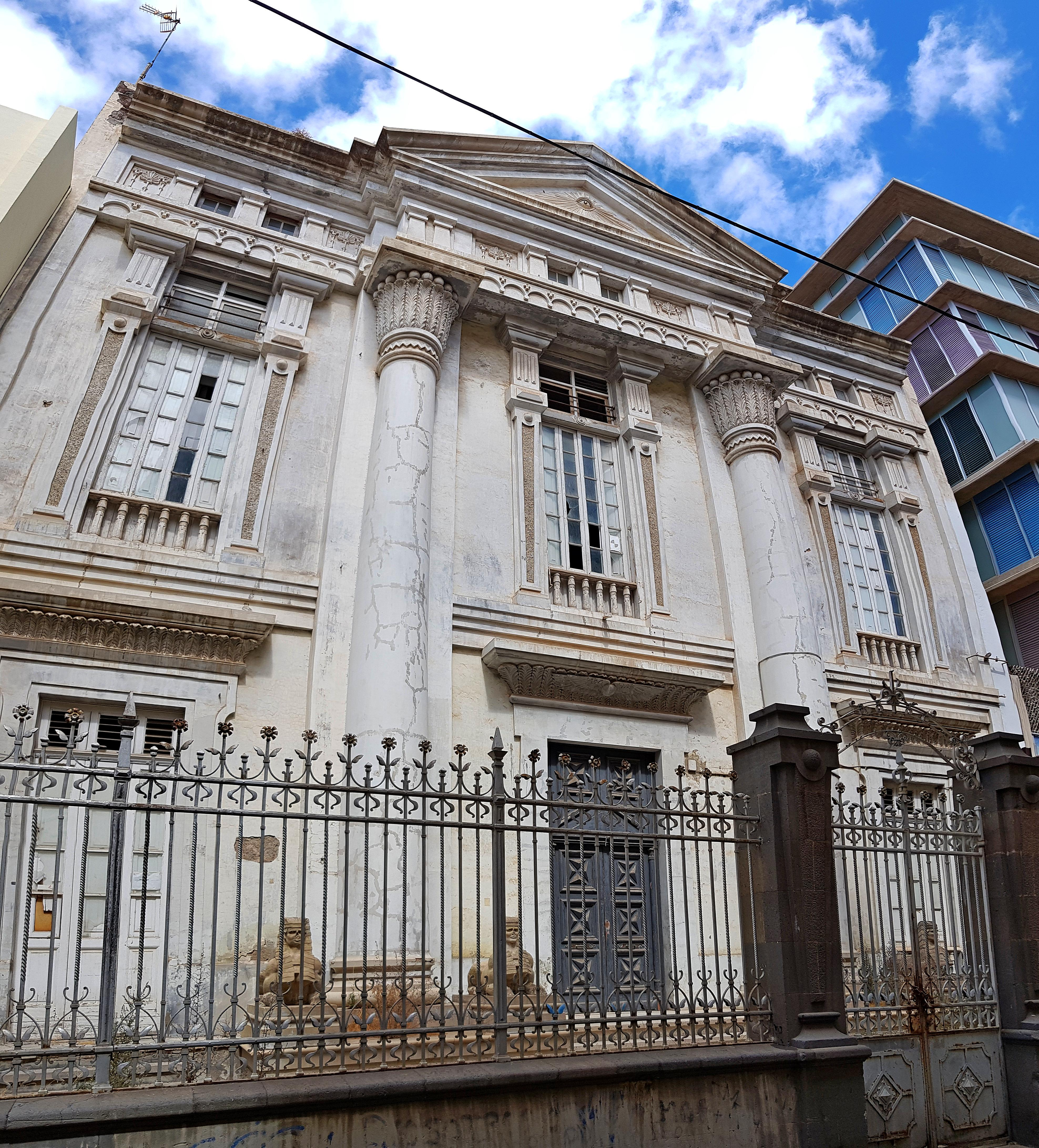
Templo Masónico de Santa Cruz de Tenerife en Santa Cruz de Tenerife, de Manuel de Cámara, 1899-1902.

Uno de los primeros edificios en utilizar decoración neoegipcia en su interior (molduras, cornisas, columnas, capiteles palmiformes) fueron las oficinas del periódico The Courier (the Strand, Londres), de 1804. Otros ejemplos tempranos son el Egyptian Hall de Londres, completado en 1812, y la Egyptian Gallery, una habitación privada en la casa del connoisseur Thomas Hope, donde éste mostraba sus antigüedades egipcias. Los meticulosos dibujos de su obra Household Furniture (1807) fueron muy imitados en los muebles británicos de estilo Regencia.
En 1821 comenzó en Madrid la construcción del obelisco conmemorativo de los héroes del dos de mayo de 1808, diseñado por Isidro González Velázquez, aunque el monumento no se pudo terminar hasta 1842.
En 1825 se construyó el puente egipcio de San Petersburgo. Se derrumbó el 20 de enero de 1905, y el nuevo puente que se construyó en su lugar (1955) incorporó las esfinges y algunos otros restos del inicial.

### Neoegipcio fuera de Europa
El primer edificio neoegipcio en Estados Unidos fue la sinagoga de la Congregation Mikveh Israel de Filadelfia, construida en 1824. Entre otros muchos que la siguieron estuvieron varios ejemplos de arquitectura carcelaria: la Philadelphia County Prison (1835), la Fourth District Police Station de Nueva Orleáns (1836) y la cárcel de Nueva York conocida como The Tombs (1838). Otros ejemplos notables de mediados del siglo XIX fueron la Old Whaler's Church en Sag Harbor (1844), la First Baptist Church en Essex (1846), el Egyptian Building del Medical College of Virginia de Richmond (1845) y la United States Custom House de Nueva Orleáns (1848). Probablemente, el más notable fue el Washington Monument, comenzado en 1848, obelisco cuyo diseño original incluía unas puertas de estilo egipcio, posteriormente eliminadas.
El South African College de Ciudad del Cabo incluyó un Egyptian Building construido en 1841; y en la misma ciudad se construyó en estilo egipcio el Gardens Shul de la congregación hebrea.
La Gran Sinagoga de Sídney fue el primer edificio neoegipcio de Australia, al que siguió la Hobart Synagogue, la Launceston Synagogue y la Adelaide Hebrew Congregation, todas construidas hacia 1850. El primer obelisco erigido en ese país fue el de la Macquarie Place de Sídney (1818).

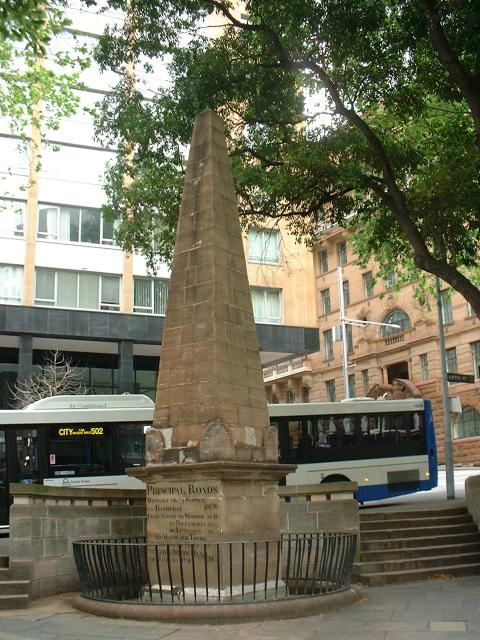
Obelisco Macqarie.
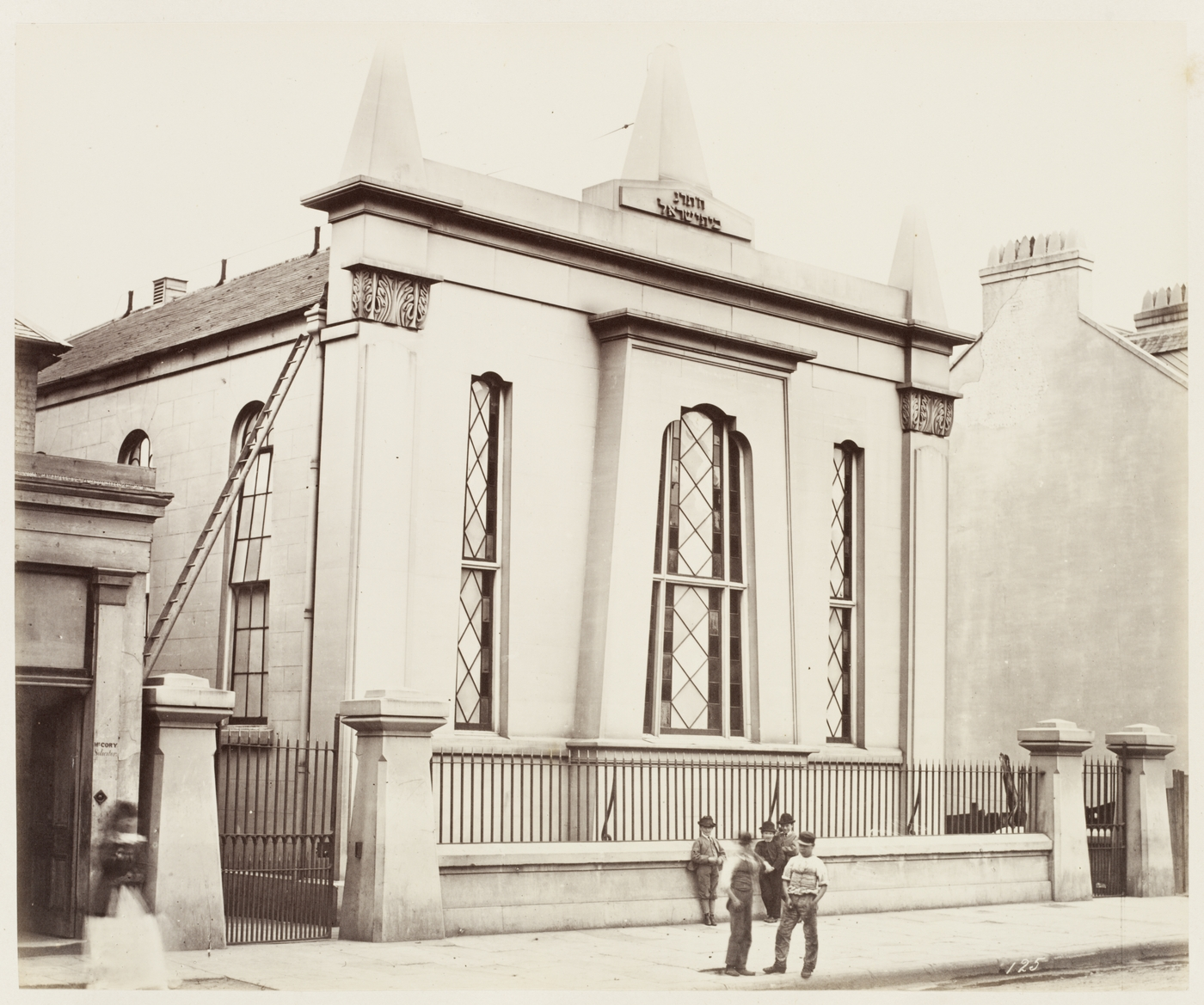
Gran sinagoga de Sidney en 1872.

## Ejemplos notables
- 1798: Sinagoga de Karlsruhe.[13]
- circa 1820: Memorial de Elizabeth Donkin, Port Elizabeth, Sudáfrica.
- 1824: Congregation Mikveh Israel, sinagoga de Filadelfia, diseñada por William Strickland. La congregación dejó el edificio en 1860 y fue demolido en 1902.[14]
- 1825-1826: Puente egipcio de San Petersburgo.
- 1829: Puertas egipcias de Tsarskoe Selo, San Petersburgo.
- 1826-1830: Groton Monument en Groton, Connecticut.
- 1832-1834: Muelles de San Petersburgo, diseñados por Konstantin Thon frente al edificio de la Academia Imperial de Artes.
- 1835: Philadelphia County Prison, diseñada por Thomas U. Walter; se demolió en 1968.
- 1835-1837: The Egyptian House de Penzance, Cornwall. Construida como museo por el librero local John Lavin, aún persiste.
- 1836: 4th Precinct Police Station, en la calle Rousseau de Nueva Orleáns.  Diseñado por Benjamin Buisson, fue utilizado inicialmente como cárcel y como comisaría de policía. Posteriormente fue alterado significativamente y en la actualidad se utiliza como Knights of Babylon Den por un krewe del Mardi Gras.
- 1838: The Tombs, complejo judicial-penal de la ciudad de Nueva York, diseñado por John Haviland. Fue demolido en 1902 y en su solar se levantó un nuevo edificio.
- 1838: Pennsylvania Fire Insurance building, Filadelfia,[15] diseñado por John Haviland.
- 1838-1839: The Egyptian Avenue y el círculo interior del Lebanon Circle del Highgate Cemetery de Londres.
- 1838-1840: Temple Lodges Abney Park de Hackney, Londres.
- 1840: Puertas del Granary Burying Ground, en Boston, de Isaiah Rogers.
- 1842: Croton Distributing Reservoir en Nueva York.
- 1827-1843: Bunker Hill Monument en Charlestown, Boston.
- 1843: Entrada del Mount Auburn Cemetery en Cambridge, Massachusetts, diseñada por Jacob Bigelow.
- 1843: Chaudière Bridge o Union Suspension Bridge, puente entre Ottawa y Gatineau. Fue reemplazado en 1889.
- 1844: Old Whaler's Church en Sag Harbor, New York, diseñada por Minard Lafever.
- 1844: Launceston Synagogue en Launceston, Tasmania.
- 1845: Hobart Synagogue en Hobart, Tasmania.
- 1845: Puertas de entrada brownstone del Grove Street Cemetery, de Henry Austin, New Haven, Connecticut, Estados Unidos
- 1845: Egyptian Building del Medical College of Virginia en Richmond, Virginia, Estados Unidos.[16]
- 1846: First Baptist Church en Essex, Connecticut
- 1846-1848: Old Synagogue at Canterbury, Inglaterra.
- 1848: Washington Monument, Washington D. C., Estados Unidos. In addition to taking the form of an obelisk, it originally featured doors with cavetto cornices and winged sun disks, later removed.
- 1848: United States Custom House in New Orleans.
- 1849: Lighthouse of l'Agulhas, the second-oldest lighthouse in South Africa, also called the "Pharos of the South".
- 1851: Downtown Presbyterian Church, Nashville, Tennessee, Estados Unidos.  Diseñada por William Strickland.[17] It was the church of US presidents Andrew Jackson and James K. Polk.
- 1856: Skull and Bones undergraduate secret society en Yale University, New Haven, Connecticut en Estados Unidos.  Architect's attribution in dispute, but may also be Henry Austin of the Grove Street Cemetery Gates.
- 1862-1864: Egyptian temple in the park of Stibbert Museum, Florence, Italia.
- 1867: Queen's Park Church en Queen's Park, Glasgow.
- 1870: The Egyptian Halls, Glasgow.  Diseñado por Alexander Thomson.
- 1895: The Egyptian Jail, primera cárcel pública de Maracaibo, Venezuela.
- 1902: Templo Masónico de Santa Cruz de Tenerife, España.
- 1914: Museo de Estudios Regionales en Krasnoyarsk, Rusia.
- 1914: Scottish Rite Cathedral Meridian, Mississippi, Estados Unidos.
- 1921: Scottish Rite Temple in Mobile, Alabama, Estados Unidos.
- 1920: Marmon Hupmobile Showroom, Chicago, Illinois, Estados Unidos. Diseñada por Paul Gerhardt.
- 1922: Grauman's Egyptian Theatre, Los Angeles, California, Estados Unidos.
- 1922: Reebie Storage Warehouse, Chicago, Illinois, Estados Unidos. It features twin statues of Ramses II and the use of ancient Egyptian images and hieroglyphics. Reliefs depict ancient Egyptians moving grain on barges.
- 1923-1924: Peery's Egyptian Theater, Ogden, Utah, Estados Unidos.
- 1922-1926: Mary G. Steiner Egyptian Theatre, Park City, Utah, Estados Unidos.
- 1927: Pythian Temple, Ciudad de Nueva York.
- 1927: The Egyptian Theatre, Boise, Idaho, Estados Unidos.
- 1924-1929: Lenin's Mausoleum, Moscú, Russia.  Designed by Aleksey Shchusev, it utilizes elementos borrowed from the Pyramid of Djoser.
- 1926-1928: Carreras Cigarette Factory, Camden, London.
- 1928: Lincoln Theatre, Columbus, Ohio, Estados Unidos. Tiene un interior neoegipcio.
- 1928-1929: Egyptian Theatre, DeKalb, Illinois, Estados Unidos.
- 1929: Fox Theatre, Atlanta, Georgia, Estados Unidos.  Aunque el exterior es Moorish Revival, el interior hace uso de muchos elementos neoegipcios.
- 1933: Egyptian Theatre, Delta, Colorado, Estados Unidos.
- 1930-1937: National Museum of Beirut, Beirut.
- 1939: Social Security Administration Building, Washington D. C.
- 1939: Railroad Retirement Board Building, Washington D. C.
- 1966: Rosicrucian Egyptian Museum, San Jose, California, Estados Unidos
- 2001: Supreme Constitutional Court of Egypt Building, Cairo.

## Variantes postmodernas
- 1989: Pirámide del Louvre, París.
- 1991: Pyramid Arena, Memphis.
- 1992: Cheesecake Factory, Estados Unidos.
- 1993: Tama-Re, Eatonton, Georgia, Estados Unidos. Demolido en 2005.

- 1993: Luxor Hotel, Las Vegas, Estados Unidos.

- 1997: Wafi City, Wafi, Dubai City, Dubái (EAU)
- 1997: Sunway Pyramid, Bandar Sunway, Malasia.
- 2001: Edificio del Supreme Constitutional Court of Egypt, El Cairo.